# سرگئی نیکولیف (دوچرخه‌سوار)
سرگئی نیکولیف (انگلیسی: Sergey Nikolaev؛ زادهٔ ۵ فوریهٔ ۱۹۸۸ ‏(۳۷ سال)) دوچرخه‌سوار اهل روسیه است.
از باشگاه‌هایی که در آن بازی کرده‌است می‌توان به گازپروم-روس‌ولو اشاره کرد.